# Pussy Galore (gruppo musicale)
Pussy Galore è stato un gruppo musicale noise rock statunitense formatosi a Washington nel 1985 e attivo fino al 1990.

## Origine del nome
Spencer, per la scelta del nome della band, si è ispirato al personaggio protagonista del romanzo di James Bond Missione Goldfinger e del film Agente 007 - Missione Goldfinger da esso tratto, appunto Pussy Galore.

## Storia
La prima incarnazione della band consiste nel cantante e chitarrista Jon Spencer, nella chitarrista Julie Cafritz e nel batterista John Hammill, ma questa formazione sarà soggetta a vari cambiamenti nel corso degli anni. Immediatamente dopo la pubblicazione del loro primo 7" autoprodotto, Feel Good About Your Body, si aggiunge il chitarrista Neil Hagerty, e dopo il trasferimento della band a New York Hammill viene rimpiazzato da Bob Bert, già batterista dei Sonic Youth. In seguito la formazione viene ulteriormente ad allargarsi con l'ingresso dell'allora sedicenne Cristina Martinez in qualità di chitarrista (sebbene lei non fosse propriamente una musicista, aveva semplicemente scattato le foto per la copertina del 7") e registrano l'EP Groovy Hate Fuck. Anche questo disco, così come tutte le loro prime pubblicazioni, viene autoprodotto dal gruppo stesso e pubblicato dalla Shove Records.
Immediatamente prima della pubblicazione dell'EP, dichiarano pubblicamente il proprio odio nei confronti di Ian MacKaye, boss della Dischord Records, attirandosi così la feroce antipatia di tutta la scena hardcore punk di Washington. Il clima creatosi attorno alla band è una delle cause che determinano il loro trasferimento a New York, dove pubblicano una musicassetta in edizione limitata, in cui reinterpretano interamente l'album Exile on Main St. dei Rolling Stones. A ciò segue (gennaio 1987) la pubblicazione del mini-album Pussy Gold 5000. Subito dopo la Martinez abbandona la band e qualche anno dopo andrà a formare la band Boss Hog.
Nel settembre 1987, i Pussy Galore registrano il loro album di debutto Right Now! pubblicato dalla Caroline Records. Immediatamente dopo la pubblicazione di Right Now!, Neil Hagerty abbandona la band e viene rimpiazzato da Kurt Wolf per poi rientrare nella formazione subito dopo la pubblicazione dell'EP Sugarshit Sharp, quando Wolf abbandona la band per unirsi ai Loudspeaker. Dial 'M' for Motherfucker, il loro secondo album, viene pubblicato nel 1989.
Sempre nel 1989 pubblicano due split single. Il primo condiviso con i Tad per la Sub Pop Records, in cui le due band interpretano un brano dei Black Flag (Damaged II per i PG, Damaged I per i Tad), il secondo con i Black Snakes per l'etichetta indie giapponese Supernatural Records. Dopo l'abbandono anche di Julie Cafritz la band diventa un trio. Nel 1990 Spencer, Hagerty e Bert pubblicano il loro ultimo album intitolato Historia De La Música Rock.
Verso la fine degli anni ottanta Jon Spencer ha dato vita ai Boss Hog assieme a Cristina Martinez. Spencer e la Martinez si sono sposati nel 1989. Dopo lo scioglimento dei Pussy Galore, Spencer forma la Jon Spencer Blues Explosion. Neil Hagerty ha continuato la propria carriera di terrorista-sonoro con i Royal Trux, in duo con la propria fidanzata Jennifer Herrema. Quando le strade dei due si sono divise (2000), Hagerty dapprima ha collaborato con alcuni gruppi per poi iniziare una carriera solista.

## Formazione
- John Hammill è stato il primo batterista dei Pussy Galore, tra il 1985 e il 1986. Ha lasciato la band quando da Washington si è trasferita a New York. Ha suonato sui primi due EP, Feel Good About Your Body (1985) e Groovy Hate Fuck (1986).
- Julie Cafritz, chitarrista e cantante, è stata una dei fondatori dei Pussy Galore nel 1985. Ha lasciato il gruppo nel 1989 dopo la pubblicazione dell'album Dial 'M' for Motherfucker. In seguito ha suonato con: STP (1989-1990), Action Swingers (1989-1992), Free Kitten (1991-...), Halo of Kitten (1995)
- Cristina Martinez, dopo aver suonato nei Pussy Galore, è diventata la cantante e chitarrista della band Boss Hog. È sposata dal 1989 con Jon Spencer.
- Kurt Wolf, chitarrista, dopo aver suonato con i Pussy Galore (1987-1988), ha suonato anche con i Loudspeaker (1988-1994), i Boss Hog (1989-1991) ed Emma Peel (1996). Ha inoltre collaborato con Foetus.

## Discografia parziale

### Album di studio
- 1986 - Exile on Main Street (Shove Records, MC)
- 1987 - Right Now! (Caroline Records, LP)
- 1989 - Dial 'M' for Motherfucker a.k.a. New Album by Pussy Galore (Caroline Records, LP/CD)
- 1990 - Historia De La Música Rock (Caroline Records, LP)
- 1992 - Corpse Love: The First Year (Caroline Records, CD)

### Album dal vivo
- 1998 - Live: In the Red (In the Red Records, CD)

### Raccolte
- 1987 - Groovy Hate Fuck (Feel Good About Your Body) (Vinyl Drip, LP)

### Singoli ed EP
- 1985 - Feel Good About Your Body (Shove Records, EP 7")
- 1986 - Groovy Hate Fuck (Shove Records, EP 12")
- 1987 - Pussy Gold 5000 (Shove Records, EP 12")
- 1988 - Sugarshit Sharp (Caroline Records, EP)